# Hörbering (Neumarkt-Sankt Veit)
Hörbering ist ein Gemeindeteil der Stadt Neumarkt-Sankt Veit und eine Gemarkung im oberbayerischen Landkreis Mühldorf am Inn.

## Geschichte
In der Notitia Arnonis von 788 wird Hörbering noch nicht erwähnt. Eine Kirche in Hörbering wird erstmals um 1155 urkundlich genannt. In einer Urkunde aus diesem Jahr bestätigt Erzbischof Eberhard I. von Salzburg dem Kloster Elsenbach die von seinem Vorgänger Konrad II. (1106–1147) verliehenen Pfarreien Hörbering und Feichten. Die heutige katholische Pfarrkirche St. Jakobus d. Ä. ist eine Saalkirche mit eingezogenem Chor, die 1527 erbaut wurde. Neugotisch verändert wurde sie um 1875.
Hörbering wurde mit dem Gemeindeedikt von 1818 eine selbstständige Gemeinde. Zu ihr gehörten folgende Orte:
- Aich
- Blindenhaselbach
- Bruckloh (Ober-, Mitter- u. Unter-)
- Dachsberg
- Ehegarten
- Fischeck
- Göttenberg
- Grafing
- Großthalham
- Hausleiten
- Hausröcklmühl
- Himmelsberg
- Hötzing
- Hungeröd
- Imming
- Kager
- Leonberg
- Lex am Holz
- Piering
- Rott
- Sägmühle
- Weibach

Die Gemeinde wurde am 1. Januar 1972 nach Neumarkt-Sankt Veit eingemeindet.

## Wappen
Gespalten von Rot und Silber; vorne ein silberner, beiderseits mit silbernen Adlerflügeln und oben mit drei silbernen Straußenfedern besteckter Stulphut, hinten auf grünem Dreiberg eine grüne Tanne mit goldenen Zapfen.